# Lepra
La lepra o enfermedad de Hansen es una enfermedad infecciosa crónica producida por el bacilo Mycobacterium leprae que afecta principalmente los nervios periféricos y la piel, pero también afecta otros sitios tales como las mucosas, los ojos, los huesos y los testículos. Sus complicaciones más severas son la desfiguración, la deformidad y la discapacidad (ya sea por el compromiso neurológico o la ceguera).

## Historia
Se sabe que afecta a la humanidad desde hace al menos 4000 años, cuando en 2009, en una excavación arqueológica en Balathal (Rayastán, al noroeste de India), se encontraron en lo que había sido un asentamiento (chozas de piedra y ladrillos de barro, y donde cultivaban la cebada) los restos óseos de un varón adulto de unos 30 años de edad con muestras de haber padecido esta enfermedad y no haber recibido ningún tipo de tratamiento para curarla. Dichos restos estaban enterrados en ceniza de estiércol de vaca dentro de un recinto de piedra de paredes gruesas en los límites de dicho asentamiento. La datación por radiocarbono indicó que el esqueleto fue enterrado entre el 2500 y el 2000 a. C.
La siguiente evidencia más antigua de la lepra era un esqueleto egipcio del siglo II a. C.
Durante la Edad Media se pensaba que los leprosos enfermaban como castigo divino por sus pecados y se solía relacionar con la lujuria y con la promiscuidad, por lo que se acostumbraba expulsar a los enfermos de las comunidades y desposeerlos de sus bienes. Los que padecían esta enfermedad llevaban unas pequeñas tablas en la mano, llamadas tablillas de san Lázaro, las cuales al golpear entre sí avisaban a la gente a su paso cuando se les permitía mendigar o realizar algún peregrinaje. San Lázaro es el santo de los leprosos y los mendicantes. También solían llevar una pequeña campana.

### 2000 a.C., India
La primera mención de la lepra ―así como su cura ritual mediante plegarias― aparece con el nombre de kilasa (‘mancha blanca en la piel’) en el texto hinduista Átharva-veda (1, 23), de fines del II milenio a. C.

### Menciones en la Biblia judía
En el libro Levítico del Antiguo Testamento se menciona que los kohen (sacerdotes del orden de Aaron) estaban obligados a saber reconocer a un metzora, es decir, un varón atacado de una enfermedad llamada tzara’at.
Esta enfermedad se ha traducido como lepra, aunque es probable que no tenga nada que ver con la causada por el bacilo de Hansen. El síntoma parece haber sido una mancha blanca en los pelos de la piel acompañada de una llaga.
En Números 12:10 se cuenta que Dios hace recaer la lepra sobre María por hablar mal de su hermano Moisés. Ella  debe alejarse siete días del campamento, luego de esto queda sana.
En Levítico 13 y 14 se dan instrucciones para evitar el contagio de esta enfermedad: 

Yahweh les dijo a Moisés y a Aarón:
34 Cuando hayas entrado en la tierra de Canaán, la cual yo te doy en posesión, y pusiera yo plaga de lepra en alguna casa de la tierra de tu posesión,
35 vendrá aquel cuya casa fuera suya, y dará aviso al sacerdote, diciendo: «En mi casa ha aparecido algo como plaga».
36 Entonces mandará el sacerdote, y despejarán la casa antes la cual el sacerdote entre a mirar la plaga, para que no se contamine todo lo que estuviera en la casa. Y después el sacerdote entrará a reconocer la casa.
Levítico 14, 34

Yahweh les dijo a Moisés y a Aarón:
44 Leproso: es inmundo. Y el sacerdote lo declarará luego «inmundo»: en su cabeza tiene llaga.
45Y el leproso en quien hubiera llaga llevará vestidos rasgados y la cabeza descubierta, y embozado deberá pregonar: «¡Soy inmundo! ¡Soy inmundo!».46 Todo el tiempo que la llaga estuviere en él, será inmundo; estará impuro, y habitará solo; fuera del campamento será su morada.
Levítico 13, 45

### 300 a.C., India
Otra mención a la lepra aparece en el tratado médico Súsruta-samjita (Benarés, siglo III d. C.).

22. Se debe considerar curable un caso de lepra que aparezca en una persona prudente y discreta, y que se limite sólo a su suero (tuaka), carne y sangre. En los casos donde la enfermedad ha invadido la grasa, el único remedio es un tratamiento meramente paliativo. En el caso de que el veneno haya penetrado en alguno de los órganos restantes, el leproso debe ser abandonado como incurable.
23-24. Los sabios sostienen que a veces un hombre es maldecido con esta enfermedad ―mediante la retribución divina― por haber matado a un sacerdote (brahmán), a una mujer o a un familiar, así como por haber realizado actos de impiedad. La lepra volverá a atacar en su siguiente nacimiento a un hombre en caso de que haya muerto de lepra. La lepra no curada es la enfermedad más dolorosa y problemática.
25. Un leproso eliminará esta enfermedad si observa una dieta adecuada, una conducta intachable, si practica toda clase de penitencias expiatorias (como dar dinero a los sacerdotes brahmanes) y si recurre a los medicamentos adecuados. Él obtendrá un estatus elevado después de la muerte.
26. La lepra es una enfermedad muy contagiosa. El contagio se produce seguramente por tener relaciones sexuales con un leproso, por el contacto con el aliento de un leproso, por el contacto físico, por comer o beber del mismo recipiente donde comió o bebió un leproso, por dormir en una cama donde durmió un leproso, por usar una ropa que fue usada por un leproso, por ponerse un ungüento que fue tocado por un leproso, por ponerse una guirnalda de flores que previamente estuvo en contacto con un leproso. Así se contagian todas las enfermedades relacionadas con la influencia de planetas malignos o debido a los pecados cometidos, como la lepra, la fiebre, la tuberculosis y la oftalmia.
Súsruta-samjita, capítulo «Nidana-sthanam», 5, 22-26

Sin embargo, todavía en 1998, La enciclopedia Cambridge de paleopatología humana afirmaba: «El Sushruta-samhita de la India describe muy bien la condición patológica, e incluso ofrece sugerencias terapéuticas».

### Llegada a América
Los primeros casos de lepra en América datan de al menos el año 1000 y fueron causados por la especie Mycobacterium lepromatosis del bacilo.
A partir de 1492, los europeos llevaron consigo a América la especie Mycobacterium leprae, que se hizo dominante en el continente mientras que la M. lepromatosis no se extendió al Viejo Mundo.

### sigloXIX
En México, el doctor Ladislao de la Pascua y Martínez publicó el primer trabajo sobre la lepra en el mundo.

### sigloXX
La lepra siguió siendo estigmatizante durante siglos.
Todavía en 1909, en España se decretó ―por demanda de la Sociedad de Patologías Exóticas― «la exclusión sistemática de los leprosos» y su "reagrupamiento" en leproserías como medida esencial de profilaxis.
El estigma social que se asoció con las formas avanzadas de lepra continúa en muchas regiones, y sigue siendo el mayor obstáculo para los tratamientos precoces.
En 1987, el médico e investigador venezolano Jacinto Convit fue distinguido con el Premio Príncipe de Asturias por descubrir la cura para esta enfermedad. En 1995, la Organización Mundial de la Salud (OMS) estimaba que entre dos y tres millones de personas en todo el mundo estaban en situación de discapacidad permanente por lepra.
Las cuarentenas forzadas, o segregación de pacientes, constituyen medidas innecesarias y no éticas. Se mantienen leproserías en los siguientes países:
Brasil, China, Egipto, España, India, Japón, Liberia, México, Nepal, República Dominicana, Rumania, Somalia, Tanzania, Vietnam
Actualmente se sabe fehacientemente que muchas de las personas que fueron segregadas en esas comunidades, como presuntos leprosos, en realidad padecían sífilis (que sí es altamente contagiosa).
La última leprosería de Europa Occidental es el Sanatorio de Fontilles, que se encuentra en Vall de Laguar (provincia de Alicante, España).

## Epidemiología

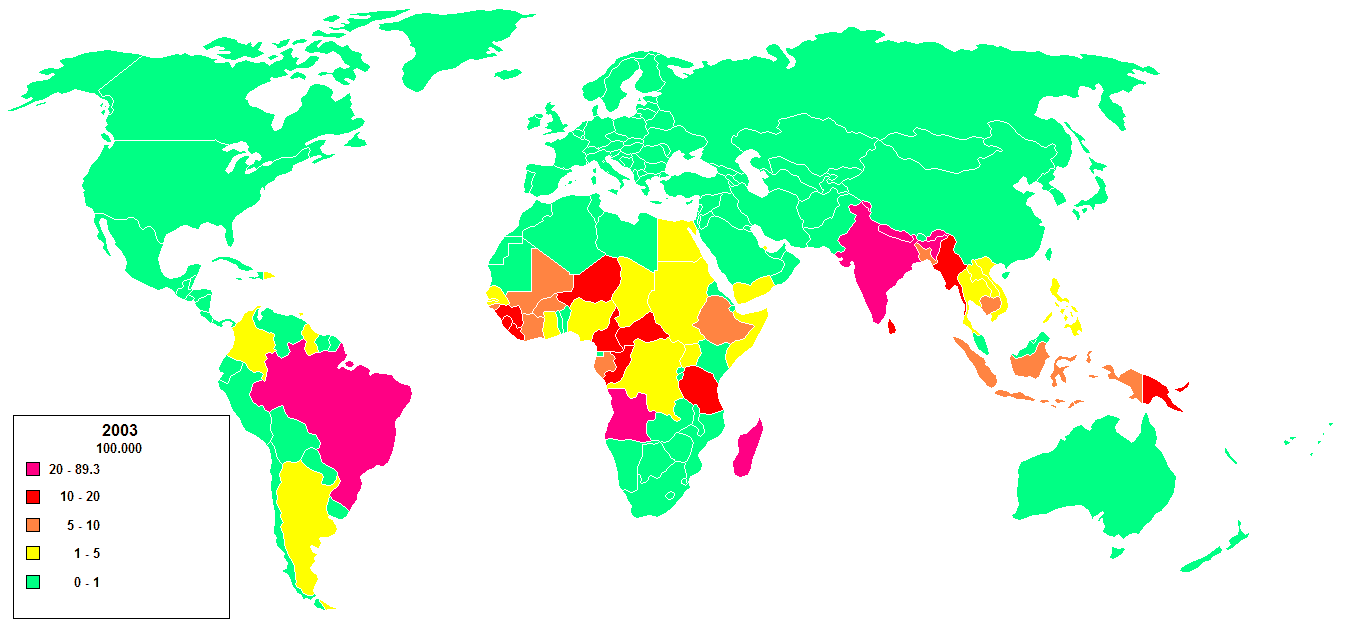
Distribución de la lepra (2003).

Se estima que entre dos a tres millones de personas están permanentemente discapacitadas debido a la lepra. La India es el país con mayor número de casos, Brasil ocupa el segundo lugar, y Birmania el tercero.
- En 1999 la incidencia mundial de la lepra se estimaba en 640 000 personas afectadas (con 108 casos en EE. UU.).
- En 2000, la Organización Mundial de la Salud (OMS) listaba 91 países con lepra epidemiológicamente endémica, contabilizando 738 284 afectados. Y contabilizaba a la India, Birmania y Nepal con el 70 % de los casos.
- En 2002, se detectaron 763 917 casos en el mundo, y para ese año la OMS listó a Brasil, Madagascar, Mozambique, Tanzania y Nepal con el 90 % de casos de mal de Hansen.[26]
- De 2003 a 2004, las estadísticas de la OMS, decreció en aproximadamente 107 000 casos (o el 21 %).
- En 2004, la OMS contabilizó 407 791 nuevos casos.

Aunque el número de casos continúa disminuyendo, hay bolsones de alta prevalencia en ciertas áreas tales como Brasil, Sudeste Asiático (India, Nepal), partes de África (Tanzania, Madagascar, Mozambique) y
el oeste del Pacífico.
En Estados Unidos se cree que no se registran todos los casos (ausencia de denuncias) y puede ignorarse un aumento de casos; allí se articula con los Centros para el Control y la Prevención de Enfermedades de los Estados Unidos (CDC).

### Contagio
El contagio se produce entre un enfermo con posibilidad de transmitir la enfermedad (ya que no todos los que padecen lepra eliminan bacilos fuera de su organismo, posibilidad que se elimina al administrar medicación) y una persona sana susceptible (debido a una predisposición genética, ya que la mayoría de las personas posee resistencia natural al Mycobacterium leprae).
Es decir, que debe conjugarse un enfermo que actúe como agente infeccioso y otra persona sana con una predisposición especial, durante un período de varios años, para que suceda el contagio.

## Etiología
Se han identificado dos especies de bacterias causantes de la lepra ligeramente diferentes. Una es la Mycobacterium leprae, que fue descubierta en 1874 por el médico noruego Gerhard Armauer Hansen y por ello se le denomina bacilo de Hansen. La otra es la Mycobacterium lepromatosis, que fue identificada en 2008 en México. Las dos especies se separaron hace un millón de años, aproximadamente.
En 2022 la Universidad de Edimburgo hizo un experimento con armadillos que reveló que dicha bacteria puede regenerar órganos.

### Genética
Se han asociado algunos genes con susceptibilidad a la lepra:
| Nombre | Locus  | OMIM   | Gen          |
| ------ | ------ | ------ | ------------ |
| LPRS1  | 10p13  | 609888 |              |
| LPRS2  | 6q25   | 607572 | PARK2, PACRG |
| LPRS3  | 4q32   | 246300 | TLR2         |
| LPRS4  | 6p21.3 | 610988 | LTA          |

## Cuadro clínico

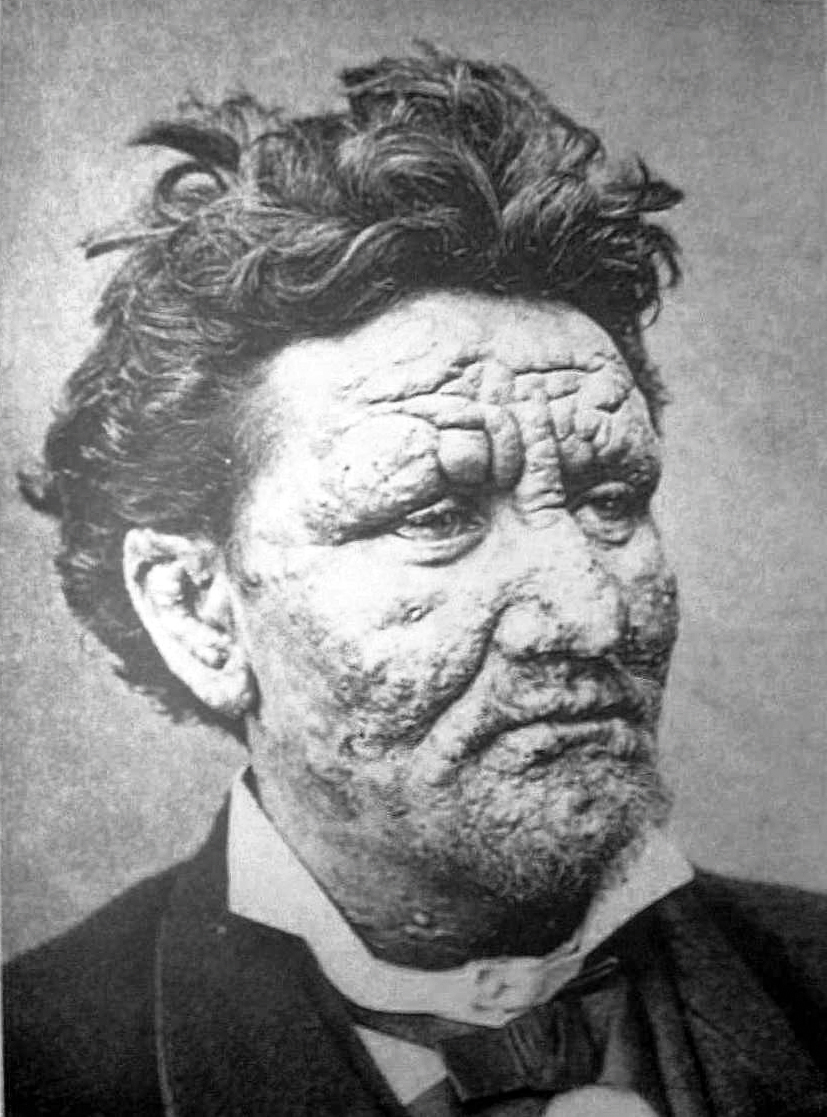
Enfermo de lepra de 24 años, en 1886.

Los principales signos y síntomas son:
1. Lesiones cutáneas, que son más claras que el color de la piel.
2. Lesiones que presentan disminución de la sensibilidad al tacto, al calor o al dolor.
3. Lesiones que no sanan después de algunas semanas o meses.
4. Debilidad muscular.
5. Entumecimiento o ausencia de sensibilidad en manos, brazos, pies y piernas.

La semiología de la lepra es en función de la reacción inmune del paciente, a alguna de las bacterias que producen citoquinas (que inducen y median la activación macrofágica y fagocitosis). Pudiendo tomar dos formas:
- tuberculoide: produce grandes manchas hiperestésicas y más tarde anestésicas. Son pacientes con una fuerte reacción celular pero baja humoral (baja titulación de anticuerpos): presentan por lo tanto reacción positiva a la lepromina. Los tejidos infectados normalmente tienen muchos linfocitos y granulomas, pero relativamente pocas bacterias.[44]
- lepromatosa: origina grandes nódulos en la piel o lepromas. La progresión de las lesiones causa grandes deformaciones.[45] En la lepra lepromatosa aparecen numerosas máculas eritematosas, pápulas o nódulos.[46][47] Existe extensa destrucción de tejidos, como por ejemplo cartílago nasal y orejas, apareciendo en fases avanzadas la típica "facies leonina", caracterizada por múltiples nódulos o lepromas diseminados en la cara y pabellones auriculares, pómulos pronunciados debido a la infiltración reactiva inmunológica y caída de la cola de las cejas. También hay afectación difusa de los nervios periféricos con pérdidas sensoriales.

Su difusión es más frecuente en los países tropicales a templados.

## Tratamiento
Se administra por vía oral dapsona (DDS) 50 a 100 mg/día, y simultáneamente rifampicina 10 mg/kg por día para reducir la posibilidad de resistencia a DDS. Si hay fiebre, granulocitopenia o ictericia, se interrumpe la DDS y se administra clofazimina 1 a 4 mg/kg por vía oral[cita requerida].
El tratamiento de la enfermedad debe prolongarse entre seis meses y dos años, según las formas, y se basa en la administración de sulfonas junto a los otros fármacos ya mencionados (rifampicina]] y [[clofazimina).

### Aceite de ginocardia
A principios del siglo XX se utilizó aceite de ginocardia (extraído de semillas del Chaulmoogra) en inyección de ésteres etílicos.
En 1908, la empresa farmacéutica Bayer difundió el preparado antileprol.
En 1923 todavía se encontraban alabanzas al aceite de ginocardia en la publicación Estudio crítico de los modernos tratamientos de la lepra, publicado por Abal (médico residente de Fontilles) y por Guillén (director médico de este leprocomio), en una comunicación al Segundo Congreso de Ciencias Médicas de Sevilla, que la consideraba la mejor medicación «hasta que se obtenga el cultivo del bacilo».
Los primeros tratamientos eficaces aparecieron a fines de 1930 con la introducción de la sulfona dapsona y derivados. Sin embargo, aparecieron cepas del bacilo de la lepra resistentes a la dapsona.
Es en los años ochenta del siglo XX cuando se produjo un gran avance para conseguir la curación de la enfermedad por medio del tratamiento con administración de varios fármacos de forma simultánea (MDT).

## Prevención
La prevención consiste en evitar el contacto físico cercano y prolongado con personas enfermas, y que no hayan sido sometidas a tratamiento.
Los enfermos dejan de ser agentes infecciosos tras un tratamiento con medicamentos a largo plazo.